# Zonioploca latizona
Zonioploca latizona är en kackerlacksart som först beskrevs av Johann Gottlieb Otto Tepper 1893.  Zonioploca latizona ingår i släktet Zonioploca och familjen storkackerlackor. Inga underarter finns listade i Catalogue of Life.